# Phaonia simplex
Phaonia simplex är en tvåvingeart som beskrevs av Albuquerque 1958. Phaonia simplex ingår i släktet Phaonia och familjen husflugor. Inga underarter finns listade i Catalogue of Life.